# Jouke
Jouke is een Friese voornaam die afgeleid is van de naam Jou en betekent (boog van) taxushout (vergelijk het Engelse yew = taxus). 
De naam wordt verreweg het meest als jongensnaam gebruikt. Varianten op de jongensnaam zijn Jauke, Joute, Jouw(e), een Groninger variant is Jouk. In 2014 kwam de jongensnaam in Nederland 1735 keer voor als voornaam en 862 keer als volgnaam. In 2016 werd de naam 10 maal gegeven. Daarmee stond de naam dat jaar op plaats 1073 van de namen die dat jaar in Nederland werden ingeschreven. Jouke kwam in 2016 relatief het meest voor in de gemeenten Ferwerderadiel, Opsterland, Littenseradiel, het Bildt en Leeuwarderadeel.
De naam Jouke komt ook wel als meisjesnaam voor, in 2014 werd de naam 59 maal als eerste naam en 26 maal als volgnaam aan een meisje gegeven. 

## Bekende naamdragers
- Jouke de Vries - Nederlandse hoogleraar en bestuurskundige.
- Jouke Dantuma - Nederlands voetballer
- Jouke Hoogeveen - Nederlands marathonschaatser, langebaanschaatser en inline-skater
- Jouke Hoekstra - Nederlands dirigent, muziekpedagoog en trompettist
- Jouke Bakker - Nederlands Tweede Kamerlid en gemeenteraadslid
- Jouke Broer Schuil - Nederlandse kinderboekenschrijver
- Bernhardus Jouke Buma - Nederlands jurist en burgemeester